# Ostravica (folklórní soubor)
Soubor lidových písní a tanců Ostravica je pokračovatelem souboru Ondráš, který byl založen v Janovicích v r.1949 a v r.1960 přesídlil do Frýdku-Místku. V r. 1967 byl přejmenován na název Ostravica vzhledem k širšímu programovému zaměření, tj. na horalské Lašsko a moravsko-slovenské pomezí, kde jsou prameny řeky Ostravice, která protéká městem Frýdek-Místek.